# Porites rus
Porites rus is een rifkoralensoort uit de familie van de Poritidae. De wetenschappelijke naam van de soort is voor het eerst geldig gepubliceerd in 1775 door Forskal.
Deze soort komt voor in de Rode Zee, het zuidwesten en noorden van de Indische Oceaan en verder in de Indische en Stille Oceaan nabij het westen, noorden en oosten van Australië, Zuidoost-Azië en Zuid-Japan en in de Zuid-Chinese Zee. De soort komt ook voor in de oceanische westelijke, centrale en oostelijke Stille Oceaan en bij Hawaii en het Johnston-atol. In de oostelijke Stille Oceaan komt de soort voor in de buurt van Costa Rica.
De soort staat op de Rode Lijst van de IUCN geklasseerd als 'niet bedreigd'.